# Meester van Hakendover

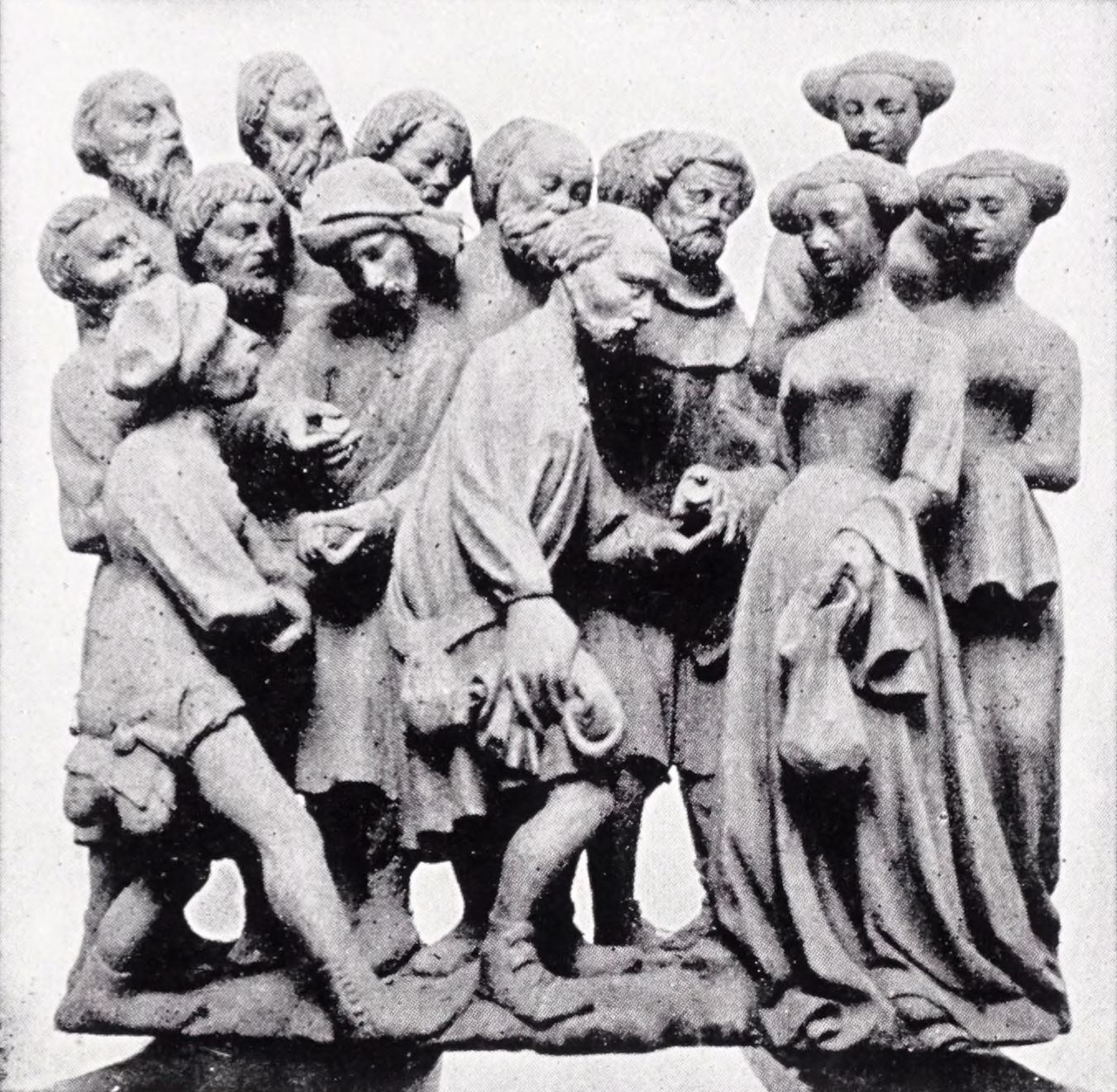
Groep uit het Retabel van Hakendover

De Meester van Hakendover (fl. Brussel, ca. 1400-1420) was een gotische beeldhouwer en houtsnijder werkzaam in Brabant. Hij ontleent zijn noodnaam aan een retabel in de Sint-Salvatorkerk van Hakendover.

## Leven en werk
De meester wordt gerekend tot de belangrijkste beeldhouwers van de Nederlanden vanwege zijn merkbare invloed op de ontwikkeling van de beeldhouwkunst na hem. In het bijzonder zien we hoe hij voortbouwt op André Beauneveu, een grote meester van de internationale gotiek, en aan diens stijl naturalisme en ruimtelijke diepte toevoegt. Zijn figuren en hun gewaden staan dichter bij het leven. Hun emotionele expressie is zo sterk dat men vroeger een invloed door Rogier van der Weyden heeft menen te ontwaren, wat chronologisch valt uit te sluiten.
Naast het Driemaagdenretabel van Hakendover, daterend uit ongeveer 1400-1405, krijgt de meester ook acht profetenfiguren en enkele kraagstenen uit de stadhuistoren van Brussel toegeschreven. Deze sculpturen zijn gemaakt rond 1408 en behoren tot de zeldzame stukken die van de oorspronkelijke 15e-eeuwse decoratie zijn overgebleven. Ze bevinden zich tegenwoordig in het Museum van de Stad Brussel. Verdere toeschrijvingen zijn een reeks bijna levensgrote stenen apostelen en een tabernakel uit de Sint-Martinusbasiliek van Halle (ca. 1409) en een walnoten kruisigingsretabel in de Reinoldikirche van Dortmund (ca. 1415). Kunsthistorici zetten het onderzoek naar zijn werk voort.
Het oeuvre van de Meester van Hakendover vormt een belangrijke getuige van de creatieve periode waarin de Brabantse beeldhouwerateliers zich bevonden tussen 1390 en 1440. In vergelijking met de periode nadien is er echter maar weinig van overgeleverd. Het bewaarde werk van de meester is in 1978 verder ingekrompen door twee diefstallen in de kerk van Hakendover. De niet-gestolen delen van het retabel zijn sindsdien overgebracht naar het Hagelands Historisch Documentatiecentrum in Tienen.

## Realisaties
- Driemaagdenretabel van Hakendover, ca. 1400-1405
- Profeten en kraagstenen uit de Stadhuis van Brussel, ca. 1408 (Museum van de Stad Brussel)
- Apostelen en tabernakel, ca. 1409 (Sint-Martinusbasiliek, Halle)
- Kruisigingsretabel in de Reinoldikirche van Dortmund, ca. 1415
- Een Maria en een Jozef uit een Aanbidding der Wijzen-groep (Jubelparkmuseum, Brussel)
- Een vrouwelijke heilige in de Église Saint-Jean-Baptiste van Huppaye
- Een reeks zittende profeten (Musée de la Pierre de Maffle, Aat - Liebieghaus, Frankfurt am Main - privécollectie Utrecht)
- Pinksterengroep (Metropolitan Museum of Art, New York)
- Gethsamanegroep (Rijksmuseum, Amsterdam)